# Station Katterød
Station Katterød is een voormalig spoorwegstation in Katterød, Denemarken. Het station lag aan de spoorlijn Ringe - Faaborg die in 1882 was aangelegd door de Sydfyenske Jernbaner (SFJ). In 1916 werd het tevens een stopplaats voor de spoorlijn Svendborg – Faaborg.
Aanvankelijk zou Katterød geen stopplaats worden. Op verzoek van de parochieraad van Diernæs werd Katterød alsnog een halte. Op 1 juli 1883 ging deze halte open; de kaartjesverkoop vond plaats vanuit baanwachterswoning nummer 11. 
In 1916 werd de spoorlijn van Svendborg naar Faaborg geopend, eveneens geëxploiteerd door de SFJ. Deze nieuwe lijn sloot even ten oosten van Katterød aan op de bestaande lijn, waardoor Katterød werd opgewaardeerd tot station. Er werd nu een stationsgebouw neergezet, ontworpen door Jens Andreas Jensen. Tevens kwamen er een goederenloods en een klein seingebouwtje. Het emplacement omvatte drie sporen.
Op 22 mei 1954 werd de spoorlijn Svendborg – Faaborg opgeheven. Met het beëindigen van het reizigersverkeer tussen Ringe en Faaborg op 27 mei 1962, werd station Katterød gesloten.
In 1989 werd de spoorlijn overgenomen door de museumspoorlijn Syd Fyenske Veteranjernbane en Katterød werd een stopplaats voor de museumtreinen. Het stationsgebouw is overigens niet in gebruik bij de museumlijn, maar is in particulier eigendom.